# 護身術合気道
護身術合気道（ごしんじゅつ あいきどう）は日本の武道の流派。2003年、「護身術合気道源心会」 (Self-Defense Aikido Genshinkai) として豊崎円空就保が創始した。
豊崎によれば、現代社会に適合した護身術と伝統文化を重んじた新しい合気道を目指して、合気道に他武道の技を加え研究、改良を加え創始した。合気拳法、合気呼吸体操、護身術合気道、実践受身等、体力に自信のない人でも自分の身を守るための技術や心構え、知識を学び、短期間で護身の技を身に付け、体力を向上出来るように心がけている。また、技を通して日本文化の奥の深さを理解することを理念としている。
2008年に「護身術合気道源心会」 (Self-Defense Aikido Genshinkai) と「古武術 居合円空会」 (Bushido Iai-Sword School Iaienkukai) とを合わせて商標登録した。
創始代表師範を勤める豊崎円空就保は1971年から（財）合気会本部道場で合気道を学び、同時に居合道、空手道、柔道、剣道、相撲等を学ぶ。学生時代からの指導経験を活かし、日本国外10か国以上へ普及。